# 偰循
偰循（韓語：설순，？—1435年）。本貫慶州偰氏，朝鮮王朝文官。
1408年、朝鲜太宗时文科及第、歷任校理、左司經、侍講官、仁同縣監等職務。1427年、朝鲜世宗时重試及第、被任命為集賢殿副提學、吏曹右參議、同知中樞院事。
偰循的祖先來自高昌回鶻，在元朝屬於色目人，後來歸化高麗。
著作有《孝行錄》、《三綱行實圖》、《通鑑訓義》等。

## 家庭
- 曾祖父：偰文質
- 父：偰慶壽
- 叔父：偰長壽
- 叔父：偰眉壽

## 脚注
1. 1 2  경주설씨 慶州偰氏
2. ↑  설순 偰循